# هنري دارو
هنري دارو (بالإنجليزية: Henry Darrow)‏ مواليد 15 سبتمبر 1933 في نيويورك، نيويورك، الولايات المتحدة، هو ممثل أمريكي بدأ مسيرته الفنية سنة 1959.

## الأعمال
- فتاة مثلي: قصة غوين اروجو
- أتيكا

## روابط خارجية
- هنري دارو على موقع IMDb (الإنجليزية)
- هنري دارو على موقع ألو سيني (الفرنسية)
- هنري دارو على موقع أول موفي (الإنجليزية)
- هنري دارو على موقع قاعدة بيانات الأفلام السويدية (السويدية)
- هنري دارو على موقع إن إن دي بي (الإنجليزية)
- هنري دارو على موقع قاعدة بيانات الفيلم (الإنجليزية)